# Бурштин
Буршти́н (від пол. Bursztyn; нім. Bernstein) або янта́р — природна скам'яніла викопна смола хвойних чи покритонасінних (Hymenaea protera) дерев у вигляді тьмяних, прозорих і напівпрозорих каменів. Бурштин використовують для виготовлення ювелірних прикрас, у парфумерії, народній медицині та електриці. Має велике значення для палеонтології завдяки збереженню в бурштині потонулих у смолі істот.

## Етимологія
Давні греки називали камінь «електроном» (дав.-гр. ἤλεκτρον), що означає «те, що притягує, приваблює» — через його властивість притягувати легкі тіла — пушинки, нитки, волосся завдяки накопиченню електричного заряду. Саме досліди з електризацією бурштину поклали початок вченню про електрику, а від грецької назви каменю йде і сам термін. Якщо камінь потерти об вовну, він притягуватиме до себе шматочки діелектриків. Від давньогрецької назви бурштину походить і позначення мінералу електруму: за характерний жовтий колір.
Римляни називали камінь «гарпакс» (лат. harpax, від грец. ἁρπάζω — «тягаю»), а перси — «кавубою», тобто каменем, здатним притягувати полову.
Латинська назва бурштину «сукцин» (лат. succinum) походить від succus («сік», «живиця»). Пліній Старший у своїй «Природничій історії» називає бурштин словом «лінкурій» (лат. lyncurium) і, пов'язуючи назву зі словом lynx («рись»), стверджує, що бурштин утворюється з сечі цього звіра. Інші версії виводять назву lyncurium від грец. λιγυρός («ясний», «чистий») чи від назви давньоримської провінції Лігурія (Lyguria) на північному заході сучасної Італії.
Українське «бурштин» походить від пол. bursztyn, у свою чергу, запозиченого з середньонижньонімецької мови, де слово bernstein означало «жар-камінь». Синонім «янтар» відомий з часів Київської Русі (д.-рус. ентарь) і походить, ймовірно, з балтійських мов (пор. лит. giñtaras, латис. dzĩtars, dziñtars).

## Історія в культурі

Бурштинові прикраси Бронзової доби

Предметом торгівлі бурштин став у неоліті (6 тис. років тому) і особливо цінувався балтійський бурштин. За красу балтійський бурштин називали «золотом Півночі». Він продавався на вагу золота, а фігурки з такого бурштину можна було виміняти на рослого і сильного раба. У давнину бурштин цінувався вище від інших дорогоцінних каменів і металів і був особливо популярний у країнах Середземномор'я. Тому серед помітних торгових шляхів був Бурштиновий шлях між Балтійським, Північним та Середземним морями, який слугував надійною мережею для далекої торгівлі бурштином. Вже за доби бронзи бурштин уміли фарбувати і виготовляти з нього різної форми прикраси. Камінь мав попит серед єгиптян, римлян та греків. Згідно з Плінієм, римляни вміли фарбувати бурштин в червоний колір і такий бурштин цінувався як золото. В давнину цим каменем також торгували фінікійці. Надходив він до них зі Скитії, де його добували вздовж берегів річок. На території України знайдені декоративні вироби з бурштину в скіфських курганах.

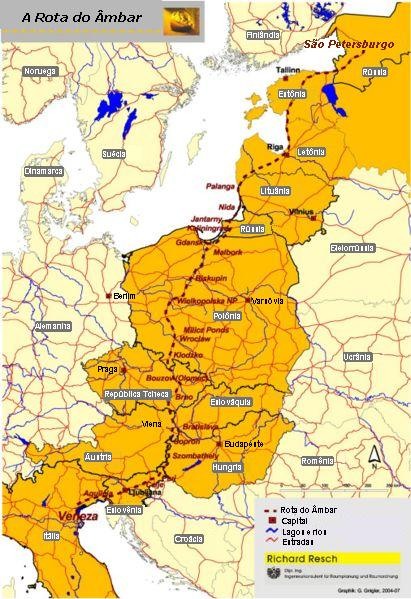
Бурштиновий шлях

Найдавнішу писемну згадку про бурштин зафіксовано на клинописній табличці — пам'ятці писемності X ст. до н. е. Відомості про «електрон» (так елліни називали бурштин) є у творах античних авторів: Гомера, Софокла, Есхіла, Арістотеля, Фалеса Мілетського. У всі часи люди описували красу та властивості «сонячного каменю», або «сліз Геліад», вивчали легенди, в яких опоетизовано виникнення «горючого каменю». Певна увага приділялася походженню бурштину ще за античності. Софокл вважав, що бурштин утворився із сліз птахів, які оплакували відважного воїна Мелеагра. Давньогрецький поет Есхіл твердив, що це сльози сестер, що ніяк не могли забути свого загиблого брата Фаетона. Нікей доводив, що бурштин — концентрат сонячних променів, який час від часу накопичується в морі.
У XIII столітті територія Пруссії належала лицарям-меченосцям, які мали монополію на бурштин. Хрестоносці, а згодом і пруські герцоги, ввели «бурштинну реґалію», згідно з якою весь видобутий бурштин належало віддавати владі. У Пруссії діяли спеціальні «бурштинові суди», які судили тих, хто дозволяв собі привласнити шматок бурштину.
Першу відому майстерню з виготовлення бурштинових виробів у Кеніґсберґу заснували наприкінці XV столітті Тут виточували прегарні броші, скриньки, сережки, найрізноманітніші намиста. Найвищого рівня техніка обробки сягнула у XVII—XVIII століттях.
Балтійським бурштином була облицьована бурштинова кімната, виготовлена в 1701—1709 роках у Прусії і в 1716 році подарована Петру I. З 1755 року вона була прикрасою одного із залів Єкатеринінського палацу у Царському Селі.
Від 70-их років XIX століття бурштин почали добувати промисловим способом.

## Археологічні знахідки на території України
Бурштинові прикраси — характерна деталь жіночого вбрання на території Лісостепового Правобережжя, про що свідчать жіночі поховання ранньоскіфського часу. Найяскравіші комплекси зафіксовано в курганному комплексі № 100 поблизу с. Синявка та № 35 поблизу с. Бобриця (Черкаська обл.). В комплексі № 100 знайдено намисто із сердоліку, агату і скла (26 екземплярів), а також бурштину — 84 намистини у формі октаедра складали разок.
У кургані № 35 на вбранні однієї з небіжчиць знайшли дві низки намиста: верхня — 32 намистини з топазу, сердоліку, агату, гірського кришталю і хризоліту; нижня — 40 зразків різнокольорового каміння, серед яких 2 великі бурштинові намистини (у формі неправильної зрізаної пірамідки). У могилі поховали ще одну жінку, яка мала крім чорного та білого намиста зі склоподібної маси ще 125 кулястих дрібних бурштинових намистин.
Бурштинові прикраси знайдено також у похованнях жінок, які не належали до високих соціальних верств, хоча мали золоті прикраси у костюмі (курган № 25 поблизу с. Казаровка, Медвин, розкопки 1906 року).
Серед пам'яток цього часу — прикраси начільної стрічки у кургані Реп'яхувата Могила (с. Матусів Черкаської обл.): 39 циліндричних блакитних з непрозорого скла та 32 кулястих з бурштину (розміром 0,4-0,7 см).
Бурштинові намистини, з яких робили нашийні та наручні прикраси, знайдено серед декоративних деталей костюмів у жіночих похованнях в курганах на р. Тясмин поблизу сіл Жаботин (№ 524), Гуляй Город (№ 33, 38, 40, 330), Журавка (№ 406, 407, 432, 447).
Серед племен дніпровського лісостепового лівобережжя (зокрема на Посуллі) окремі намистини зафіксовано у кількох комплексах V століття до н. е. Окремі бурштинові намистинки знайдено у пограбованих курганах № 6 та «Б» поблизу с. Басівка.

## Поширення
Промислове значення мають головним чином вторинні розсипні прибережно-морські родовища. Бурштин-сукциніт — викопна смола з сосни (пінус сукциніфера) охоплює кілька областей. У геологічному плані найбільше поширення має «балтійський сукциніт». 
Відомі також родовища в Примор'ї (Росія), Італії, Польщі, М'янмі, Канаді, США, Домініканській Республіці, Мексиці, але 90 % світового запасу бурштину видобуваються в Калінінградській області (Росія). Балтійське родовище довгий час належало повністю Німеччині, а після 1945 року це родовище відійшло колишньому Радянському Союзу.
Породи, які містять бурштин, залягають на різній глибині — чим далі від Балтійського моря, тим вона більша. Тому саме на узбережжі Балтійського моря від острова Рюгена до Західної Двіни здавна видобували бурштин. Знаходять цей камінь в пісках Балтійського моря. Пласти, що містять бурштин, розташовані нижче рівня Балтійського моря, і прибій часто вимиває з них шматочки бурштину, викидуючи їх на берег. Особливо часто він зустрічається біля Калінінграду. Тут в поселенні Янтарний станом на 1965 рік працював великий комбінат. В поселенні Янтарний знаходиться одне з найбільших в світі промислових родовищ. Вироби з бурштину, видобутого на березі Балтійського моря, в Європі з'явились дуже давно — існують збережені підвіски, кільця, фігурки тварин і людей, дрібні амулети, вік яких складає декілька тисячоліть.
Ерозії і зсуви, а також рух льодовиків, поширили бурштин на великі відстані. Вторинні скупчення бурштину, знайдені у Польщі, Німеччині, Румунії, Данії, Білорусі та Україні.
В 2017 році на морському дні поблизу Західної Антарктиди вченими з Німеччини та Великобританії, вперше, було знайдено бурштин, який є підтвердженням тому, що на найпівденнішому континенті Землі, в період між 83 і 92 млн років тому, росли стародавні хвойні ліси.

### В Україні
Такі ж самі за складом, що і балтійський сукциніт, зразки бурштину було знайдено на території України (поблизу Києва, Харкова, на Волині).
В Україні бурштин присутній у відкладах палеогену та неогену на території Рівненської (Сарненський, Володимирецький і Дубровицький райони), Київської (Київський бурштин — продукт випадкового вимивання викопної смоли, тобто, це джерело не мало постійного характеру), Житомирської, Львівської та Харківської областей. Велике Клесівське родовище (на Поліссі) почали розробляти відносно недавно, адже сукциніт тут залягає досить глибоко (Див. також: Поліський бурштиноносний район).

## Склад і властивості

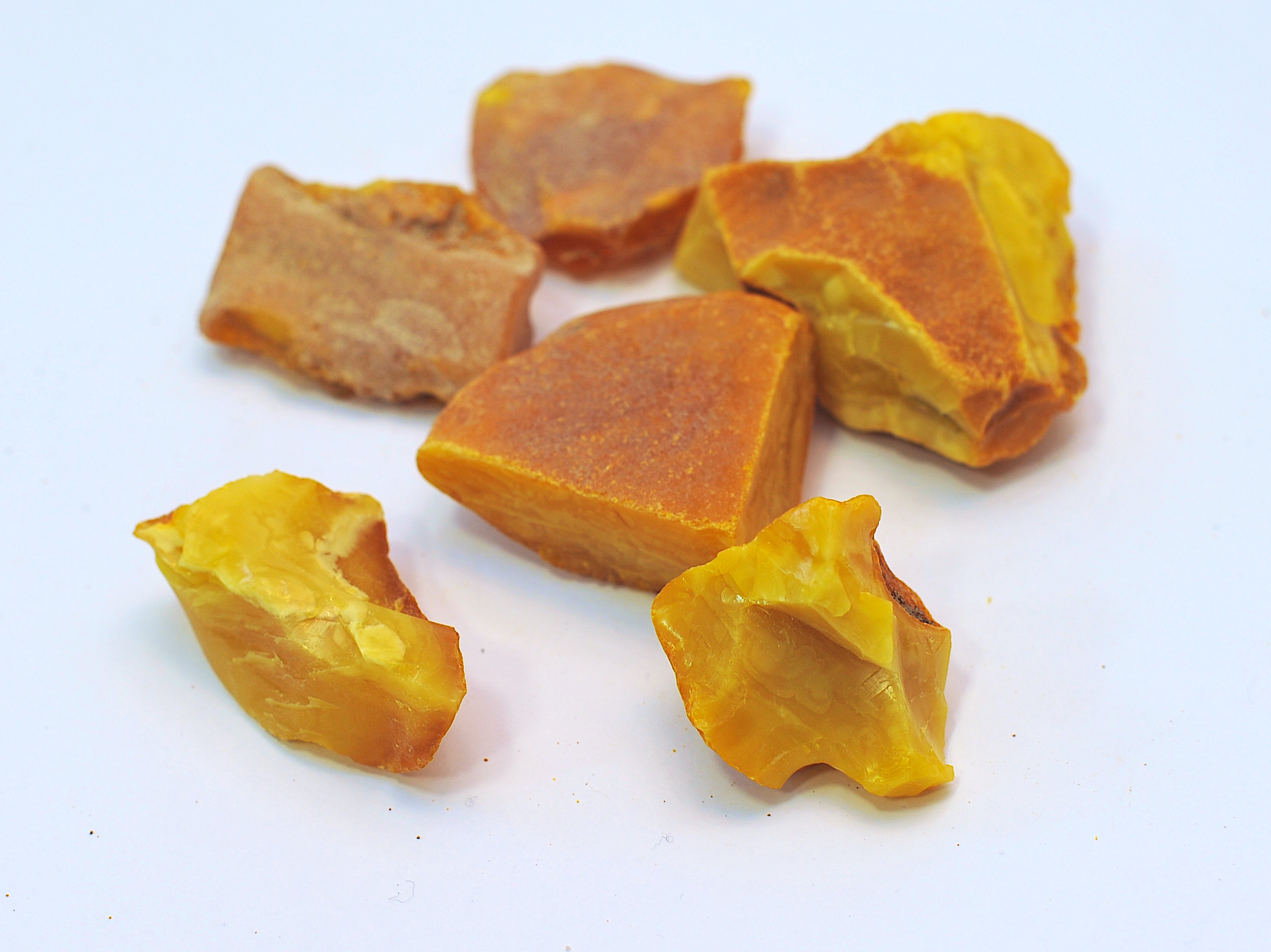
Необроблений балтійський бурштин

Хімічна формула  —  С40Н64О4 (або C10H16O). Містить домішки сірки. Аморфний. 

Густина — 1,05-1,10 г/см³. 

Твердість  за шкалою Мооса — 2-2,5 

Колір —  жовтий, червоно-коричневий. 

Блиск — смоляний. 

Температура плавлення —  250—300 °C, легко згоряє.
Зустрічається у вигляді зерен, жовен і пластин розміром від декількох міліметрів до 50 см. Часто прозорий, колір переважно жовтий (сукциніт), помаранчевий до вишнево-червоного (руменіт, бірміт), відомі восковий («бастард») і молочно-білий («кістяний») бурштин.
Бурштин має органічне (рослинне) походження — смоли хвойних дерев в процесі фосилізації зазнавали окиснення і полімеризації з утворенням абієтинової та інших органічних кислот, частково сукцинітової. На стадії катагенезу бурштин ущільнюється і набуває темнішого забарвлення (руменіт, бірміт).
Бурштин здатний до фотолюмінісценсії під дією ультрафіолетового випромінювання.

## Різновиди

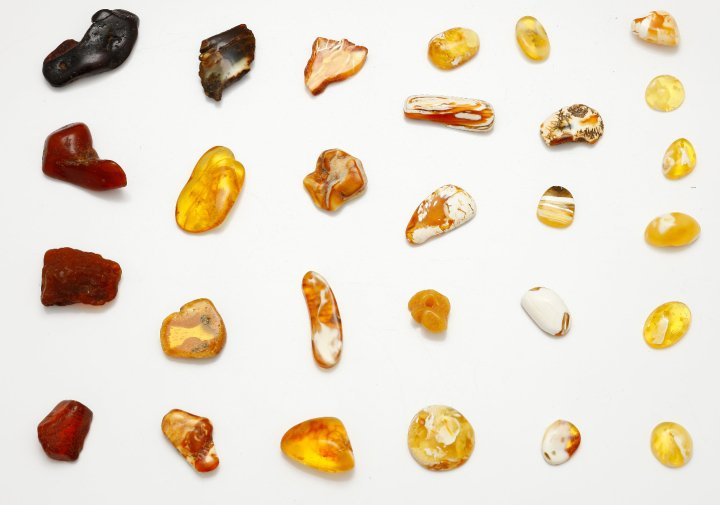
Різнокольоровий балтійський бурштин

Спеціалісти розрізняють декілька десятків кольорів і відтінків бурштину, від блідо-жовтого до червоно-коричневого Інколи зустрічається бурштин блакитний, зелений, білий і безколірний. Відомо 32 види бурштину:
- бурштин апеннінський (бурштиноподібна смола);
- бурштин бірманський (бірміт);
- бурштин гнилий (ґеданіт — викопна смола з Балтійського узбережжя);
- бурштин жадеїтовий (те ж саме, що й бурштин пресований);
- бурштин істрійський (назва бурштину з родовищ Істрії);
- бурштин канадський (седарит, цедарит — викопна смола з оз. Седар, Канада);
- бурштин крихкий (ґеданіт);
- бурштин мексиканський (копаліт, копалін — викопна смола з Мексики);
- бурштин моравський (різновид бурштину, подібний до смоли — мукіту);
- бурштин морський (бурштин, викинутий на берег штормовими хвилями прибою або бурштин видобутий з моря);
- бурштин неспілий (кранцит — викопна смола складу C10H16O);
- бурштин пресований (сплавлені або спресовані під тиском невеликі шматочки бурштину внаслідок дії пластового або водного тиску);
- бурштин сицилійський (симетит — червоно-жовта викопна смола з р. Сімето, о. Сицилія; склад у %: C — 69,48; H — 9,24; O — 20,76; S — 0,52);
- бурштин тасманський (тасманіт);
- бурштин чорний (гагат);
- бурштин швейцарський (алінгіт — викопна смола зі Швейцарії);
- бурштин японський (різновид природної смоли, склад у %: C — 83,5; H — 10,5; O — 6,0);
- бурштин домініканський;
- бурштин балтійський;
- Бірміт, бурміт (рос. бирмит, англ. birmite, * нім. Birmit) — темно-бурий, червонуватий або жовтий різновид бурштину;
- Шланіт — бурштиноподібна смола з кам'яного вугілля Чехії;
- Дамштейн, делятиніт, руменіт, шрауфіт;
- Яулінгіт.

## Використання

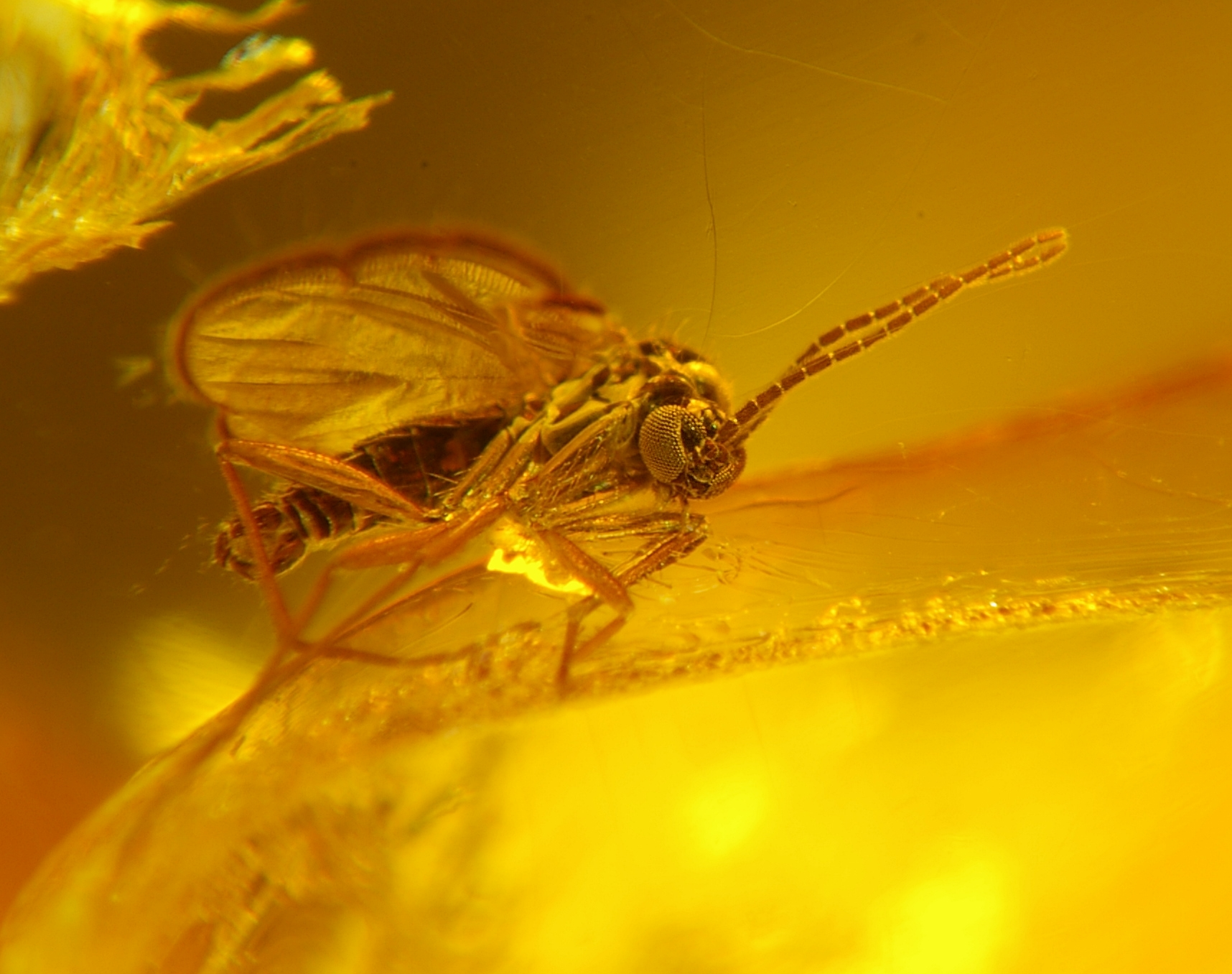
Застигла в бурштині доісторична комаха

Бурштин використовують як виробне каміння, найкращі зразки — як дорогоцінне каміння, бурштинова крихта — для картин з бурштину. У давні часи з бурштину виготовляли посуд, скриньки, підсвічники, табакерки, гребні, брошки, намисто, ґудзики, оздоблювали ним грубки. Бурштин був і залишається матеріалом мистецтва, ювелірних прикрас і сувенірів. Виготовлення бурштинових виробів не потребує складних у технологічному плані прийомів. Відомий в Литві майстер Костас Толейкис виготовляв з бурштину не лише прикраси, а й панно, картини, люстри, люльки.
З відходів художньої переробки бурштину — крихти, обрізків — шляхом сухої перегонки сплавлених і спресованих відходів отримували бурштинову кислоту. Лаком, виготовленим з дрібних шматочків бурштину покривали скрипки, роялі. Інколи цей лак використовували для електроізоляції. Завдяки значній хімічній інертності з бурштину виготовляли посуд для зберігання кислот і медикаментів. Бурштинова олія застосовується в парфумерії для отримання барвників. Бурштин також має важливе застосування в косметології. У зв'язку з його природними властивостями, бурштинові екстракти та олії широко використовують у косметичних продуктах. Вони мають зволожуючу, живильну та регенеруючу дію на шкіру. Бурштиновий порошок і кристали використовують у скрабах та пілінгах для ефективного видалення відмерлих клітин і очищення пор.
Бурштин має велике значення в палеонтології, оскільки в ньому часто зустрічаються потонулі в смолі комахи та інші дрібні тварини, вимерлі до нашого часу. Також у бурштині трапляються хвоя, шматочки деревини. Їхній вік може сягати кількох десятків мільйонів років. В бурштині не зберігаються м'які тканини, проте дуже точно зберігається форма потонулих у смолі істот, що дозволяє детально вивчати їхню морфологію.

## Способи видобутку бурштину

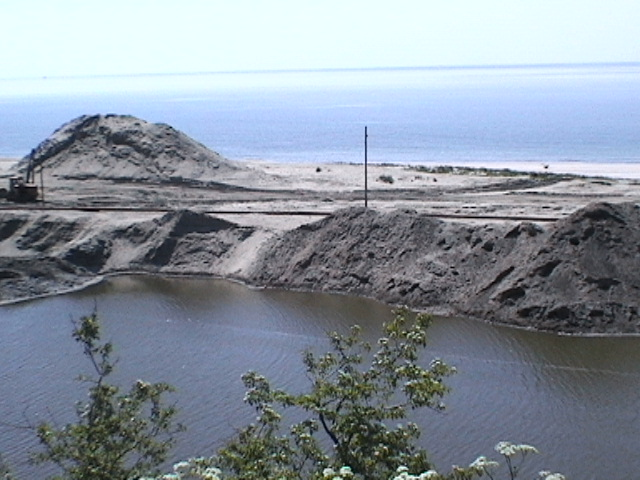
Розробка бурштину в поселенні Янтарний (Калінінградська область, Росія)

Див. також: Нелегальний видобуток бурштину
Як правило, бурштин добувають у глибоких кар'єрах. У середньому в одному кубічному метрі породи знаходять до 1,2 кг бурштину, найчастіше у вигляді невеликих горошин, але трапляються шматки вагою в декілька кілограмів.

## Цікаві факти
- Поширені латиські імена Дзитарс і Дзинтра (латис. Dzitars, Dzintra), а також литовські Гінтарас і Гінтаре (лит. Gintaras, Gintarė) можна буквально перекласти як «Бурштин» і «Бурштина».
- Назва відомої концертної зали в Юрмалі «Дзинтарі» (латис. Dzintaru koncertzāle) означає «Концертна зала бурштинів», «Бурштинова».
- Палеонтологи США, Канаді і Китаю виявили у шматку янтаря курча[39].
- У 2020 році у М'янмі на бурштинових копальнях виявили зразок бурштину крейдового періоду з квіткою усередині. Нововідкриту квітку назвали Valviloculus pleristaminis[40].
- Домініканський бурштин утворився зі смоли не хвойних, а покритонасінних дерев Hymenaea protera[3].
- В 2023 році, в родовищі Гальбін у Сарненському районі Рівненської області (Україна) знайшли шматок бурштину з комахою всередині, вік якого складає 30−40 млн років[41].
- Як прикрасу, бурштин почали використовувати ще 13 000 років тому. У Великій Британії був знайдений шматок бурштину зі  слідами полірування, які датуються XI тисячоліттям до н.е.
- Своє застосування як лак, бурштин знайшов ще приблизно з 250 року до нашої ери.